# 馬漢航空
伊朗馬漢航空（波斯語：هواپیمایی ماهان）是一家位於伊朗的航空公司，主要提供伊朗國內線以及歐洲地區的航班。其總部位於德黑蘭的伊玛目霍梅尼國際機場。

## 航点

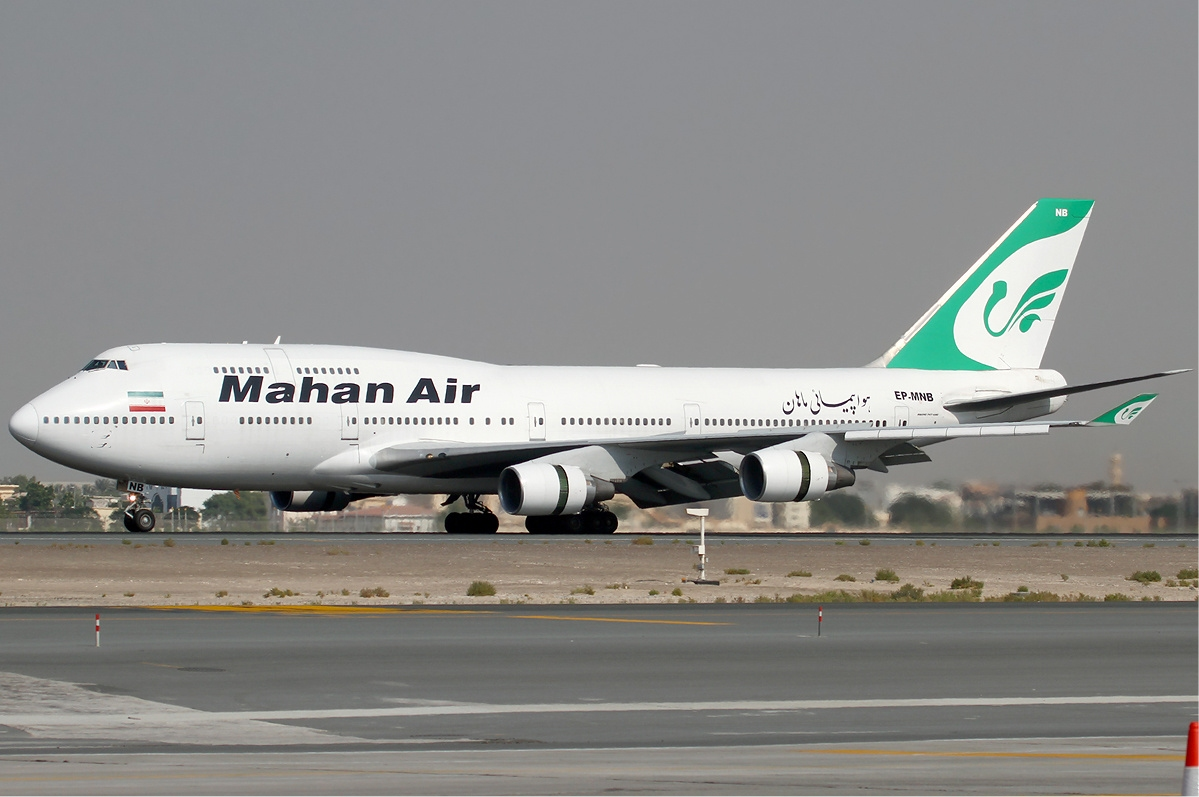
波音747-400

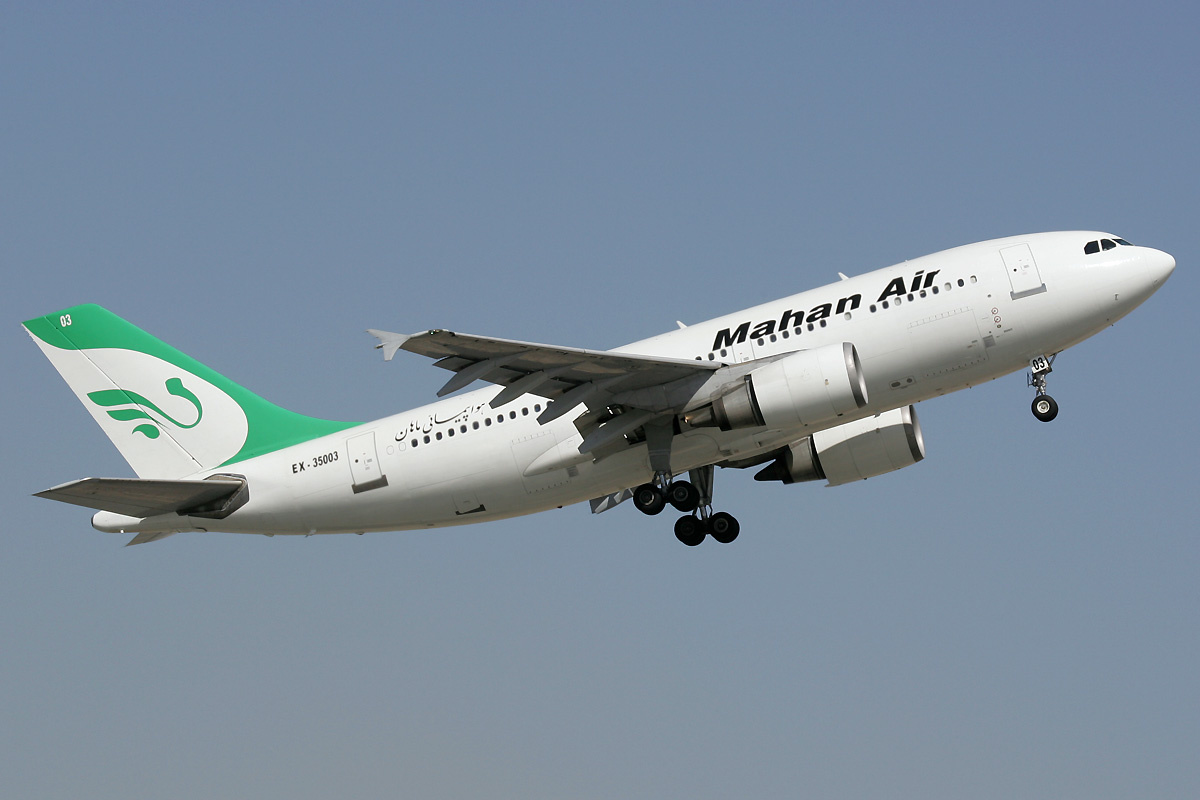
A310-300

### 國際線
- ：阿拉木圖
- 中國大陸 ：上海-浦東、广州、北京-首都、深圳
- 印度：英迪拉·甘地國際機場
- 泰國：曼谷-蘇凡納布、普吉島
- 马来西亚：吉隆坡
- 賽普勒斯：拉納卡
- 伊拉克：巴格達
- 科威特：科威特市
- 沙烏地阿拉伯：達曼、吉達
- 叙利亚：大馬士革
- 阿联酋：杜拜
- 德国：杜塞道夫
- 土耳其：伊斯坦布爾
- 委內瑞拉：卡拉卡斯

## 機隊

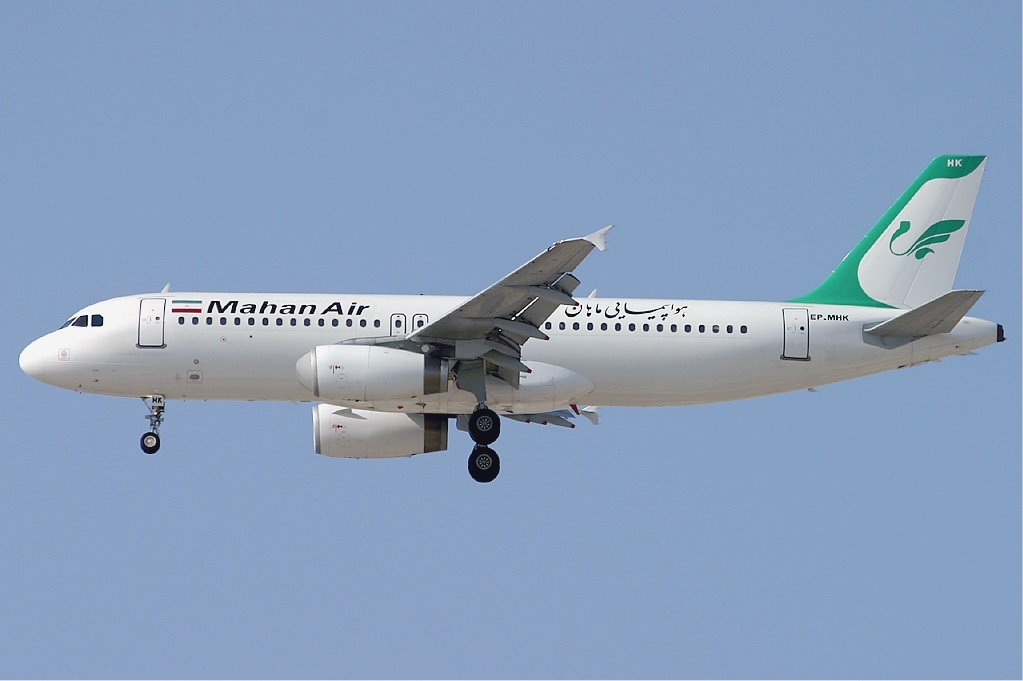
馬漢航空一架已轉售伊朗航空的空中巴士A320

由於受到美國的制裁，伊朗的航空公司只能從第三方購買波音公司或空中巴士製造的客機，而不能直接購入，普遍客機至少有七年機齡。其中三部波音747-400是由藍天航空擁有，由馬漢航空營運，但根據英國高等法院的表述，馬漢航空是採取非法手段，從原客機持有公司藍天航空在2008年因發售偽造票據而獲得。在遣反客機回歐洲時，馬漢航空的發言人聲稱，因為有關當局正在調查伊朗當局貪污，而所訂購的飛機必須保持在伊朗境內飛行，因此有關當局不能這樣做。

### 已退役機隊
馬漢航空曾擁有以下機隊：

### 客艙

#### 商務客舱
商務艙座椅是以舒適性為重，腳與前坐有寬敞的空間，乘客可調節頭枕及坐椅的角度。

#### 經濟客舱
經濟艙座位有79-84厘米的座椅間距。

## 外部連結
- （中文） 馬漢航空官方網站[永久]
- （英文）/（波斯文） 馬漢航空官方網站 www.mahan.aero